# NGC 905
NGC 905 ist eine Balken-Spiralgalaxie mit aktivem Galaxienkern vom Hubble-Typ SBb im Sternbild Walfisch südlich der Ekliptik. Sie ist schätzungsweise 608 Millionen Lichtjahre von der Milchstraße entfernt und hat einen Durchmesser von etwa 85.000 Lj.
Das Objekt wurde von dem Astronomen Francis Leavenworth im Jahr 1886 mithilfe eines 26-Zoll-Teleskops entdeckt.